# 四心多久間四代見日流
四心多久間四代見日流（ししんたくまよんだいけんにちりゅう）とは富山藩で伝えられた柔術の流派。伝書では柔術ではなく和（やわら）としている。四心多久間流、見日流和術などと略する。四心多久間見日四代流、四心多久間見日流とも。本来は柔術を中心に剣術、十手術、鎖術などを含んでいた。

## 歴史と伝承
この流派の伝承では伝教大師（最澄）を遠祖とし、四心は『唯識論』にある自性身、受用身、自受用身、変化身のこと、四代は、4代目から武家に伝わったことから、この流名となったと伝えられる。ただし、この流派は止心流の系統の流派で、止心が同音の四心に転じたという説もある。流儀内の伝承によると「四心」とは東西南北で「多久間」とは東西南北の隅の事であり体に隙のないことを表すとされる。
江戸時代には、富山藩の藩校廣徳館で指導された柔術流派のひとつだった。
天和（1681-1684）頃、足立平陸正保（足立文五郎）によって飛州から富山にもたらされた。富山藩内で足立の後を継いだ渡辺繁正によって広められ、富山藩内に大きく分けて二つの系統が存在した事が確認されているが、両系統とも渡辺から分かれた。
相手の急所を打つ「当身技」と関節技を同時に効かせるのが特徴であり太刀による攻撃への護身術としても役立つ。 多くの富山藩士や配置薬業者が学び体得した。

### 柔術獨習書
明治時代に七代目師範の古木源之助が、形を解説した書籍『柔術獨習書』を出版した。この系統では足立文五郎正隆を元祖としている。
また流派名の由来を「元祖正隆先生本流を起名するに四忘を以てせり 即ち四忘とは身を忘れ 生を忘れ 死を忘れ 敵中に入って敵あることを忘れ 之れ此の四忘に仍つて名命せり 即ち此の四つなる四忘心を以て多く久しき間修業すれば四つに代る處の技術は日を見るが如く微妙となるにありと云ふにあり」としている。
古木源之助は栃木県那須郡大田原寺町（現在の栃木県大田原市）に道場を設立し青年に柔術を指南していた。また大田原中学校や私立聚星館の柔道教師を務めていた。

### 現在の伝承状況
現在、旧富山藩士であった黒田家が伝えた系統と、そこから分かれた高岡義孝の系統の2系統が現存している。前者は埼玉県の黒田鉄山が、後者は富山県の清水万象の弟子筋が伝えている。
なお、清水万象の弟子で、現在活動しているのは青江豊二が主催している「柔術研究会」（富山市婦中武道館）だけである。
また、栃木県に同名の四心多久間流という棒術流派が存在するようだが、当流との関係は不明である。

## 系譜
一部の伝系のみ記載。実際にはこの他にも多くの伝系が存在した。
- 足立平陸正保
  - 渡辺新蔵尉業正（繁正）
    - 島田庄次郎尉理啓
      - 渡辺阿三治尉好有
        - 山田忠兵衛教能
          - 永井与左門貞亮
            - 杣田唯次定重
              - 杣田知柳重定

            - 伊藤幸左衛門柳永斎忠元（天神真楊流を併伝）
              - 吉田伝左衛門柳藤斎直義
                - 長沢光太郎
                - 高野貞家
                  - 高野貞一
                  - 高尾清重
                    - 吉田直重
                      - 森田滋次郎

    - 須田半次郎
      - 須田平右衛門
      - 早川多左衛門
        - 野口源蔵義政
          - 黒田弥平正好
            - 黒田寛正郡
              - 黒田正義
                - 黒田泰治
                  - 黒田鉄山
                    - 黒田泰正

              - 牛丸秀三助

            - 高岡彌平義孝（1852-1933）
              - 清水敏之万象（1899-1979）
                - 清水矩之
                - 山崎良一
                - 佐々木一美
                - 太田丹治
                - 濱田芳一
                - 青江豊二

## 型
以下に振武舘黒田道場で伝わる多久間流の目録の一部を示す。

### 表居取
- 一本目　朊[注 2]之巻
- 二本目　腰之剣
- 三本目　切掛
- 四本目　奏者捕
- 五本目　七里引
- 六本目　四之身
- 七本目　引捨
- 八本目　骨法
- 九本目　稲妻
- 十本目　小手乱

### 裏居取
- 一本目　剣切
- 二本目　胸蹴
- 三本目　手払
- 四本目　壱足
- 五本目　三拍子
- 六本目　飛越
- 七本目　後抜
- 八本目　鉄砲
- 九本目　胸釣
- 十本目　摺込

### 龍之巻(立合)　人の位
- 一本目　切落
- 二本目　向詰
- 三本目　右孫
- 四本目　甲落
- 五本目　手頭
- 六本目　乱曲
- 七本目　肩上
- 八本目　行違
- 九本目　谷落
- 十本目　手鼓

### 龍之巻(立合)　地の位
- 一本目　抱込
- 二本目　手車
- 三本目　左孫
- 四本目　手見勢
- 五本目　抜掃
- 六本目　肩卸
- 七本目　小肘詰
- 八本目　行乱
- 九本目　谷卸
- 十本目　伏投

### 虎之巻　人の位
- 一本目　足切
- 二本目　切捨
- 三本目　智安
- 四本目　二津打
- 五本目　片手返
- 六本目　朊[注 3]打
- 七本目　飛込
- 八本目　陽之剣
- 九本目　足違
- 十本目　陽之足捕

### 虎之巻　地の位
- 一本目　裏剣
- 二本目　振捨
- 三本目　小手踏
- 四本目　口上
- 五本目　胸附
- 六本目　俵投
- 七本目　帰雁
- 八本目　浪枕
- 九本目　寝覚
- 十本目　甲裏返

## 清水万象系四心多久間四代見日流和の形
清水万象系の四心多久間四代見日流和では、134本の形が伝わっている。肮之巻（居捕）・虎乱之巻（立合）・八方搦・刀之巻は各表の形が十二本で合せて四十八本あり、残りの八十六本が裏手の形である。
稽古中に発する気合は激しく独特で長く尾を引くように掛ける。形の全般にわたり当身の術として小栗流死活を用いる。
肮之巻四十五本は無手や短刀を持った敵を座しながら素手で取り抑える居捕であり、虎乱之巻三十五本は立ながら無手で攻撃する敵を無手で取り抑える立合の技である。
八方搦三十三本は、敵の差した刀を敵が抜く前に取り抑える方法や無手の敵を抑える法を伝えている。また、刀之巻二十一本では、敵の胸へ一足飛びに飛び蹴りして制する法「鹿之一足」、二人同時に攻撃して来る敵を制する法「二人詰」、実手(十手)を用いて抜き切りに来る敵を受けて制する法「居合取」、寝込みを抜刀で切り附けて来る敵を突差に無手で制する「夢之枕」などの奥伝技法を伝えている。
肮之巻　　表十二本　裏三十三本
虎乱之巻　表十二本　裏二十三本
八方搦　　表十二本　裏二十本
刀之巻　　表十二本　裏九本

## 関連史跡
足立塚（あだちづか）　
富山市五福の呉羽丘陵多目的広場の中央
江戸時代に富山藩に四心多久間見日流和を伝えた高山の浪人、足立平陸正保（あだちへいろくまさやす）をたたえた塚である。
1842年（天保13年3月）に足立平陸正保の功績を残そうと考えた門弟、池嵜吉清が呉羽山の山肌近くに建立した。塚は高さ約２メートル。
富山市公園緑地課が山を切り開きながら呉羽丘陵多目的広場の整備を進めた際に約３０メートル移動させた。現在は呉羽丘陵多目的広場の中央にある。